# Arthur Holke
Paul Arthur Holke (* 12. Januar 1883 in Eutritzsch bei Leipzig; † 22. Januar 1940 im KZ Buchenwald) war ein deutscher Anarchist und Mitherausgeber der Zeitschrift Der Anarchist. 

## Leben
Arthur Holke wurde in Eutritzsch geboren und arbeitete als Klempner in Leipzig. Er war Mitglied der Freien Arbeiter-Union Deutschlands (FAUD) und für diese als Obmann und Reichsdelegierter in der „Gilde freiheitlicher Bücherfreunde Leipzig“ (GfB) tätig.
Von 1909 bis 1913 gab Holke die Zeitschrift Der Anarchist „Organ zur Propaganda des Anarchismus und Sozialismus“ mit einer Auflage von zunächst 2000, später 1000 Exemplaren mit heraus. Die Verbindung zwischen Anarchismus und Sozialismus mündete in den kommunistischen Anarchismus, der die Arbeiter-Selbstverwaltung propagiert und ebenfalls den Staat als Herrschaftsform ablehnt.
Bereits im April 1929, vor der offiziellen Gründung der GfB, war Arthur Holke Mitbegründer einer solchen Gruppe in Leipzig, unabhängig von der Berliner Buchgemeinschaft, mit einer eigenen Satzung. Er schrieb hierüber, „Unsere Gilde wollte mehr sein, als ein Büchervermittler. Wir wollten teilnehmen an der Kulturarbeit der Leipziger Arbeiterschaft“ (aus: Besinnung und Aufbruch, 1929).
1930 gründete er das Reichsarchiv der FAUD. Ab 1933 war Holke Beisitzer der illegalen FAUD-Geschäftskommission. Im gleichen Jahr wurde er von März bis Mai in „Schutzhaft“ im Schloss Colditz genommen. Mit Karl Becker und Robert Runki war er einer der Architekten der Untergrundorganisation der FAUD in Leipzig unter dem Naziregime. Am 13. April 1937 wurde er wegen illegaler Tätigkeiten erneut verhaftet, wegen „Vorbereitung zum Hochverrat“ zu einer Freiheitsstrafe von einem Jahr und sechs Monaten verurteilt und nach dem Ende seiner Haftzeit ins KZ Buchenwald deportiert, wo er 1940 starb.
Seine Lebensgefährtin Liesbeth Holke erhielt am 22. Januar 1940 die Nachricht von seinem Tod. Angeblich ist er an einer Lungenentzündung gestorben.

## Ehrungen

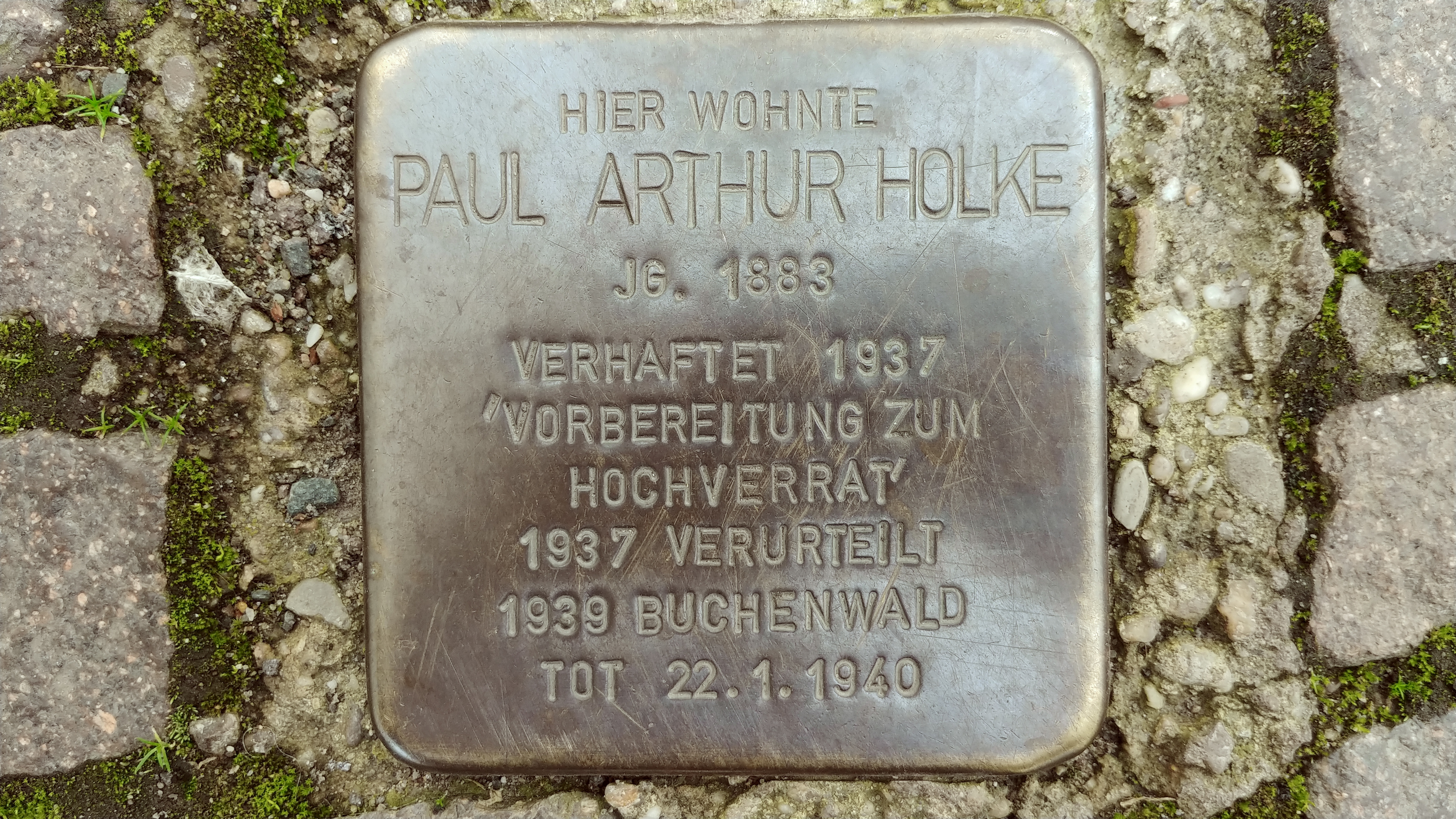
Stolperstein

Am 16. Juli 2013 verlegte Gunter Demnig einen Stolperstein für Holke an dessen letztem Wohnort Zentralstraße 11 in Leipzig.